# Plesispa
Plesispa es un género de escarabajos  de la familia Chrysomelidae. En 1875 Chapuis describió el género. Contiene las siguientes especies:

## Especies
- Plesispa hagensis Gressitt, 1960
- Plesispa korthalsiae Gressitt, 1963
- Plesispa montana Gressitt, 1960
- Plesispa palmarum Gressitt, 1960
- Plesispa palmella Gressitt, 1963
- Plesispa reichei (Chapuis, 1875)
- Plesispa ruficollis Spaeth, 1936
- Plesispa saccharivora Gressitt, 1957